# Danh sách tòa nhà cao nhất Quảng Châu

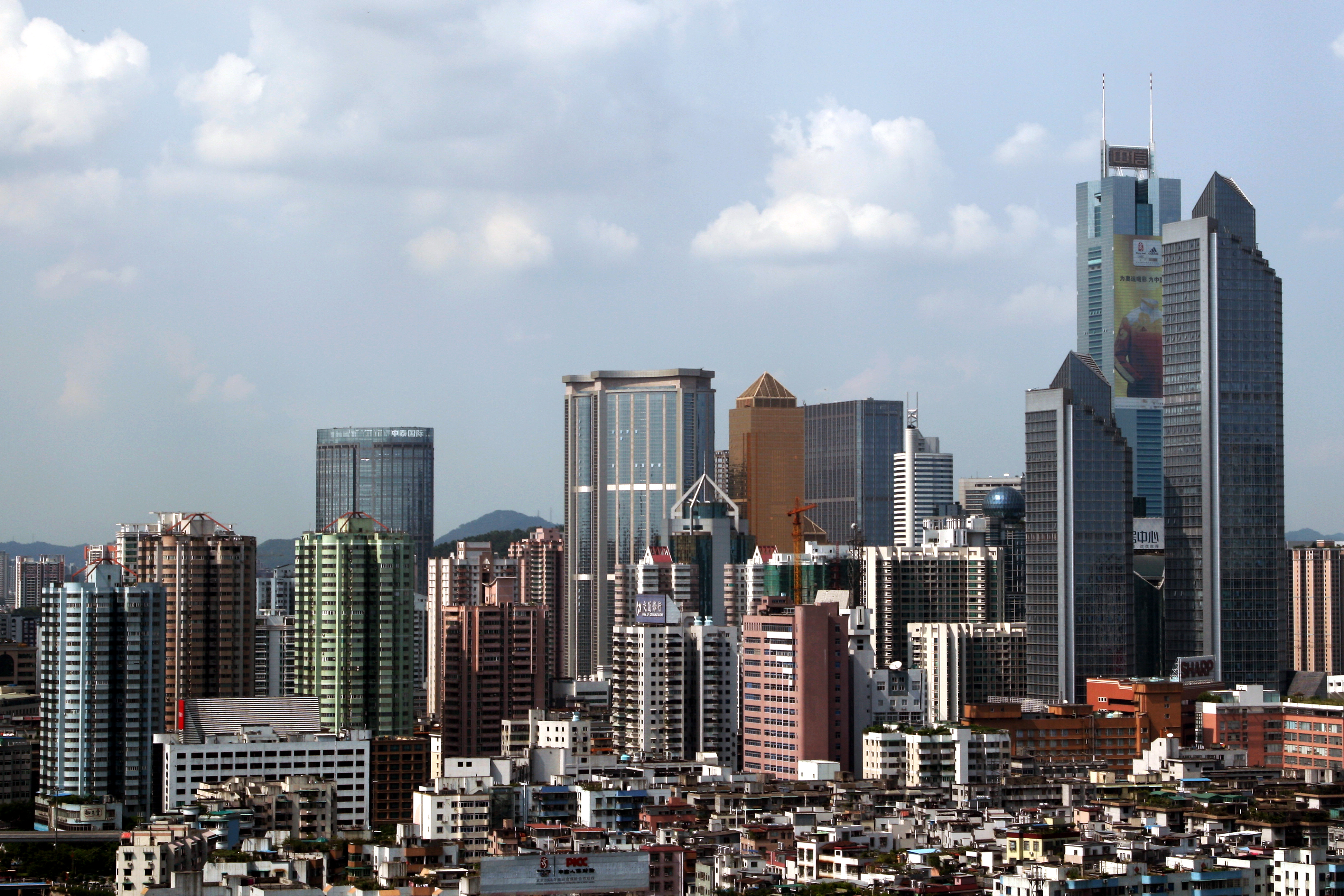
Thiên Hà CBD

Danh sách các tòa nhà cao nhất Quảng Châu bao gồm các tòa nhà chọc trời tại Quảng Châu, Trung Quốc theo chiều cao. Hiện tại tòa nhà cao nhất Quảng Châu là Trung tâm Tài chính Quốc tế Quảng Châu với chiều cao 440m (1,440 ft). Đây cũng là tòa nhà cao thứ tư Trung Quốc. Mặc dù không được coi là một tòa nhà, ở độ cao 600m (1,969 ft), Tháp Quảng Châu là công trình cao nhất ở cả Quảng Châu lẫn Trung Quốc, đồng thời là công trình độc lập cao thứ hai thế giới, chỉ sau Tokyo Skytree.

## Các tòa nhà cao nhất

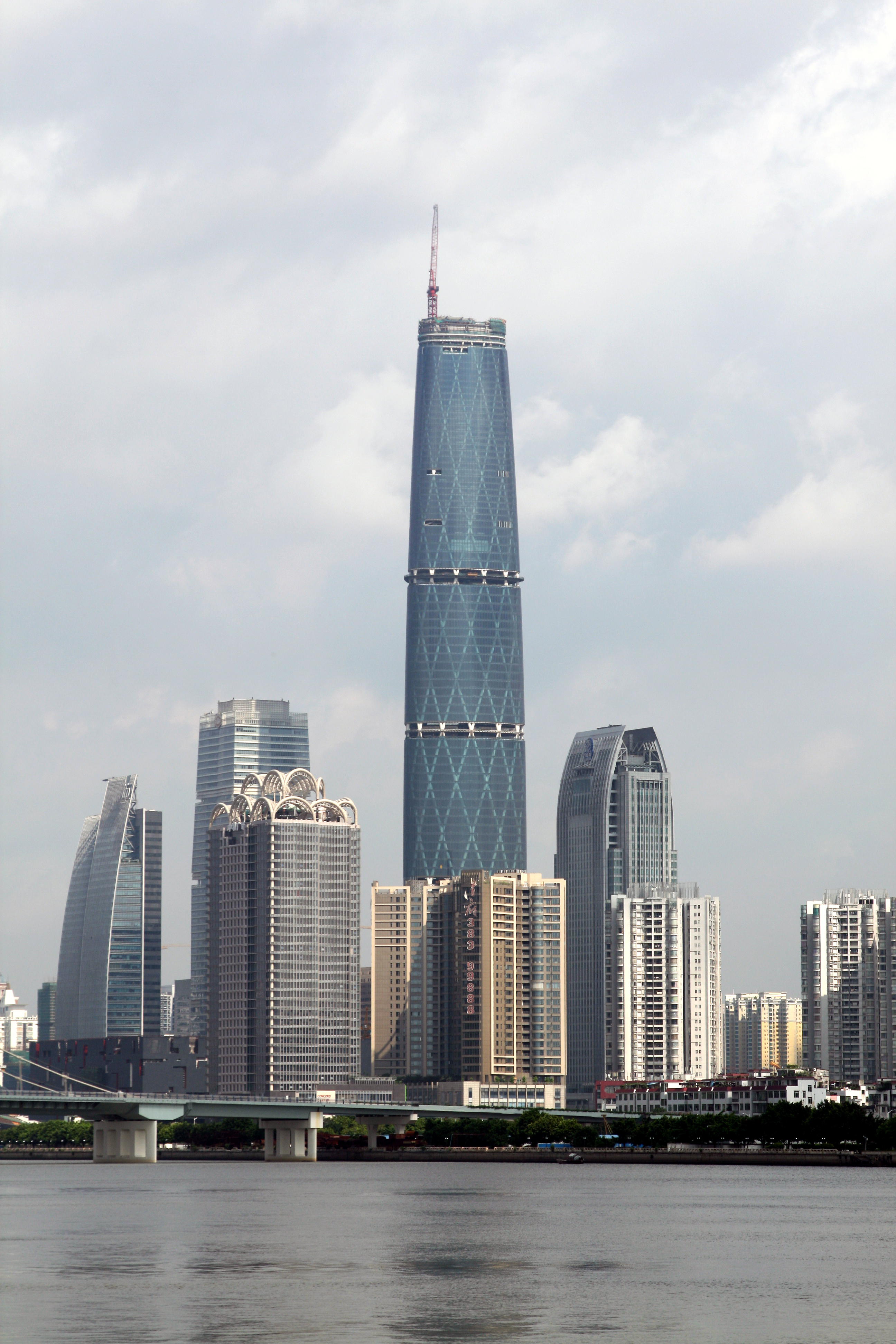
Trung tâm Tài chính Quốc tế Quảng Châu

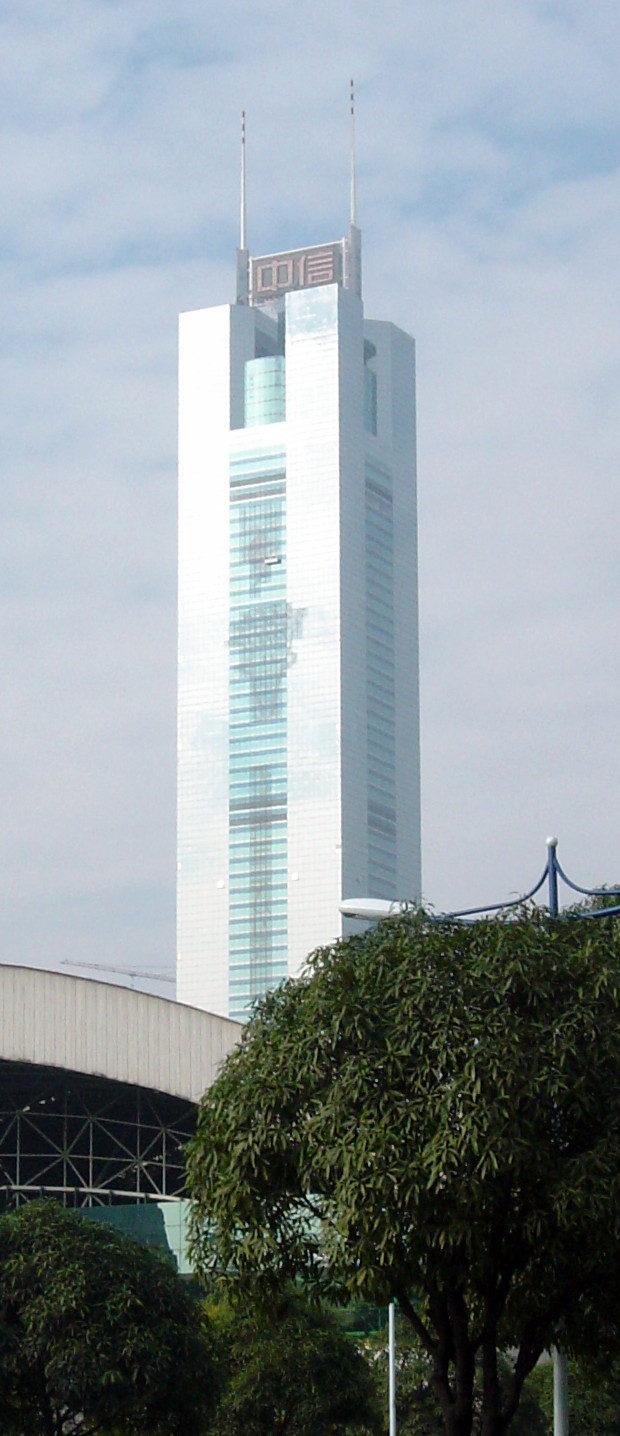
CITIC Plaza

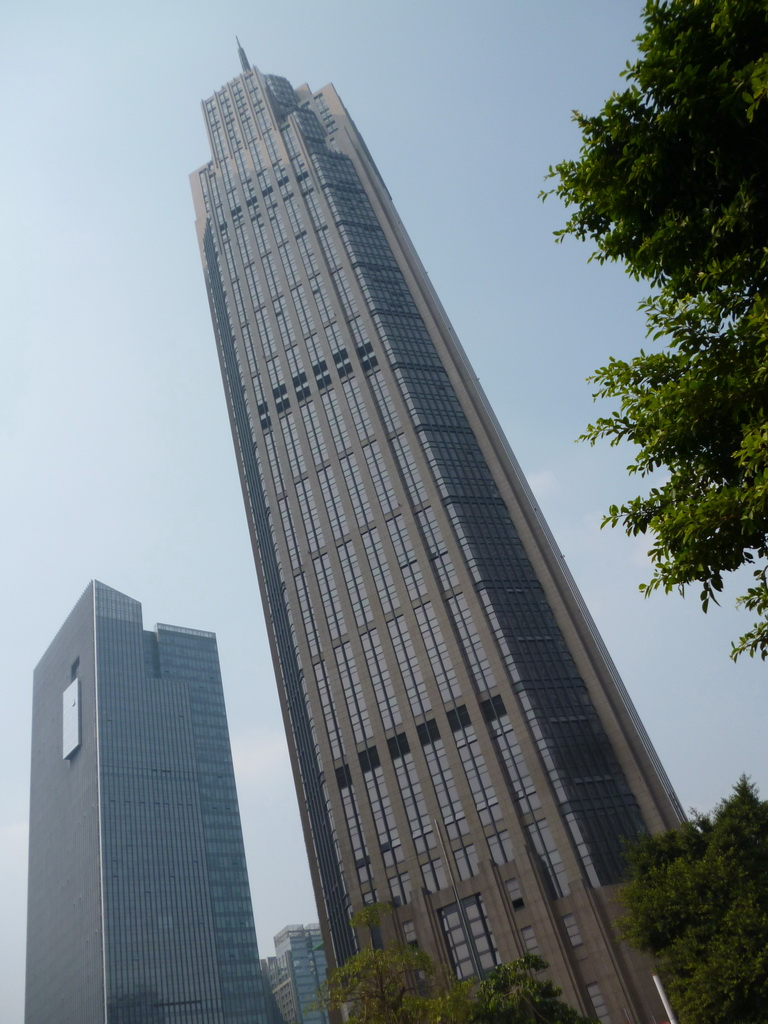
The Pinnacle

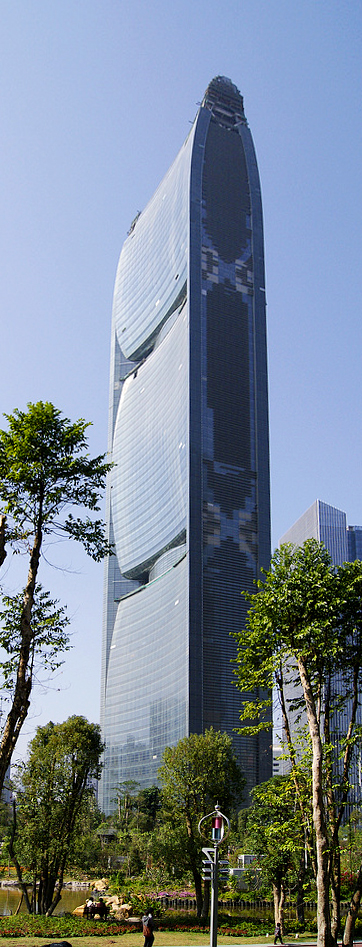
Tháp Châu Giang

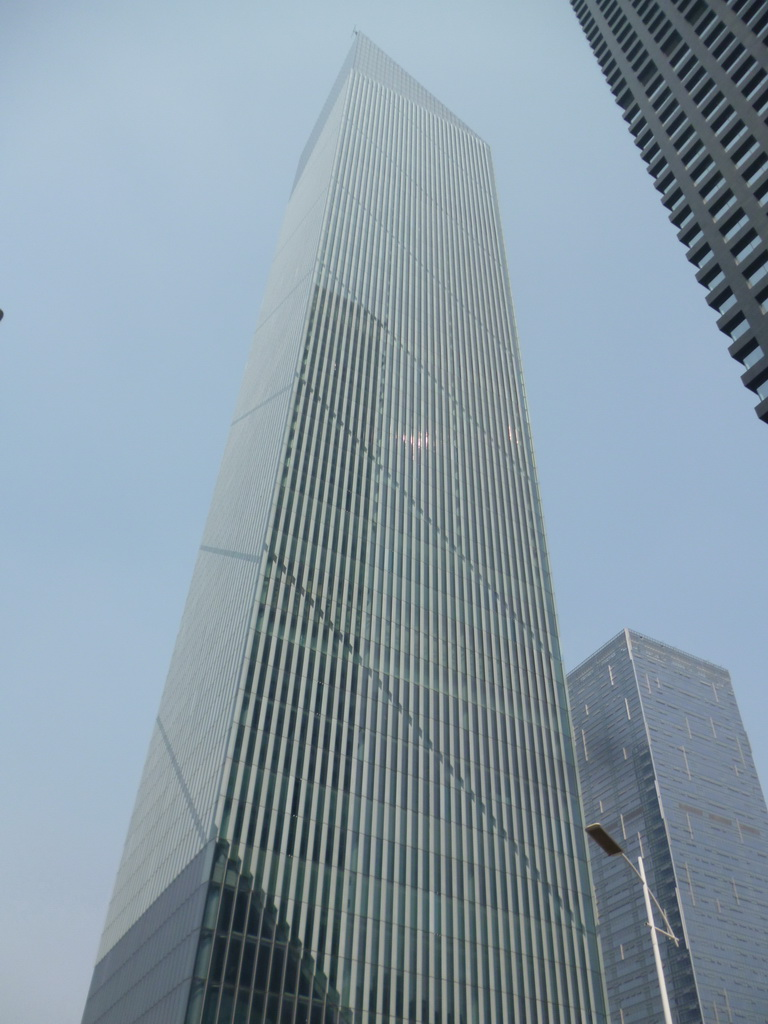
Leatop Plaza

Danh sách sau bao gồm các tòa nhà chọc trời tại Quảng Châu với chiều cao ít nhất 150 m (492 ft).
| Rank | Tên                                    | chiều cao (m) | Số tầng | Năm hoàn thành | Ghi chú                                                                                         |
| ---- | -------------------------------------- | ------------- | ------- | -------------- | ----------------------------------------------------------------------------------------------- |
| -    | Tháp Quảng Châu                        | 600           | 37      | 2010           | Còn được biết đến với tên gọi Tháp Truyền hình và Ngắm cảnh Quảng Châu                          |
| 1    | Guangzhou finances Centre              | 530           | 111     | 2016           | tòa nhà cao nhất Quảng Châu cao thứ 8 thế giới                                                  |
| 2    | Trung tâm Tài chính Quốc tế Quảng Châu | 440           | 103     | 2010           | Trước đây có tên là Tháp Tây Quảng Châu                                                         |
| 3    | CITIC Plaza                            | 391           | 80      | 1997           | Từng là tòa nhà cao nhất Trung Quốc trước khi Tháp Kim Mậu được hoàn thành ở Thượng Hải.        |
| 4    | The Pinnacle                           | 360           | 60      | 2012           | [ 1 ]                                                                                           |
| 5    | Global City Square                     | 319           | 67      | 2016           |                                                                                                 |
| 6    | Poly Pazhou C2                         | 311           | 61      | 2017           |                                                                                                 |
| 7    | Tháp Châu Giang                        | 310           | 71      | 2012           | [ 2 ] [ 3 ]                                                                                     |
| 8    | Guangzhou Fortune Center               | 309           | 73      | 2015           |                                                                                                 |
| 9    | Guangfa Securities Headquarters        | 308           | 63      | 2018           |                                                                                                 |
| 10   | Leatop Plaza                           | 303           | 64      | 2012           | [ 4 ] [ 5 ]                                                                                     |
| 11   | R&F Yingkai Square                     | 288           | 66      | 2014           |                                                                                                 |
| 6    | Dapeng International Plaza             | 269 / 884     | 56      | 2003           | [ 6 ]                                                                                           |
| 7    | China International Center - Tháp B    | 269 / 883     | 62      | 2007           | [ 7 ] [ 8 ]                                                                                     |
| 8    | Post & Telecommunication Hub           | 260 / 853     | 66      | 2003           | Còn được biết đến với tên gọi Guangdong Telecom Plaza.                                          |
| 9    | R&F Centre                             | 243 / 797     | 54      | 2007           | [ 11 ] [ 12 ]                                                                                   |
| 10   | Victory Plaza Tower A                  | 222 / 728     | 52      | 2007           | [ 13 ] [ 14 ]                                                                                   |
| 11   | One Link Walk                          | 218 / 715     | 53      | 2010           | [ 15 ]                                                                                          |
| 12   | Taikoo Hui Tháp 1                      | 211 / 692     | 39      | 2011           | [ 16 ] [ 17 ] [ 18 ]                                                                            |
| 13   | Guangdong Asia International Building  | 210 / 689     | 50      | 2001           | [ 19 ]                                                                                          |
| 14   | Nanfang International Manson           | 201 / 659     | 48      | 1998           | Còn được biết đến với tên gọi the Royal Mediterranean Hotel.                                    |
| 15=  | Vertical City                          | 200 / 657     | 51      | 2010           | [ 23 ]                                                                                          |
| 15=  | Guangdong International Building       | 200 / 657     | 63      | 1990           | Còn được biết đến với tên gọi Guangdong International Hotel and locally known as the 63 Floors. |
| 17   | Metro Plaza 1                          | 199 / 652     | 48      | 1996           | [ 26 ] [ 27 ]                                                                                   |
| 18   | International Finance Place            | 198 / 650     | 44      | 2007           | [ 28 ]                                                                                          |
| 19=  | Teem Tower                             | 195 / 640     | 45      | 2006           | Còn được biết đến với tên gọi Teemtower Office Building.                                        |
| 19=  | GZ Electric Power Building             | 194 / 636     | 35      | 2002           | [ 31 ] [ 32 ]                                                                                   |
| 19=  | Center Plaza                           | 194 / 636     | 45      | 2004           | [ 33 ] [ 34 ]                                                                                   |
| 22   | Caesar's Palace 3                      | 192 / 630     | 52      | 2004           | Còn được biết đến với tên gọi Victory Garden Block C.                                           |
| 23=  | Bercy Plaza I                          | 191 / 626     | 51      | 2008           | [ 37 ]                                                                                          |
| 23=  | Bercy Plaza II                         | 191 / 626     | 51      | 2008           | [ 38 ]                                                                                          |
| 25=  | Shui On Guangzhou Centre               | 188 / 617     | 46      | 2007           | Còn được biết đến với tên gọi The Centerpointe                                                  |
| 25=  | Guangzhou Sinopec Building             | 188 / 616     | 51      | 2008           | [ 40 ]                                                                                          |
| 27   | China Shine Plaza                      | 188 / 615     | 45      | 2006           | [ 41 ]                                                                                          |
| 28   | R&F Ritz-Carlton Hotel                 | 182 / 597     | 39      | 2007           | [ 42 ]                                                                                          |
| 29=  | The Riverside, Tháp 1                  | 180 / 591     | 50      | 2008           | [ 43 ] [ 44 ]                                                                                   |
| 29=  | The Riverside, Tháp 2                  | 180 / 591     | 50      | 2008           | [ 43 ] [ 45 ]                                                                                   |
| 29=  | Yuecai Building                        | 180 / 591     | 40      | 2008           | [ 46 ]                                                                                          |
| 29=  | Yuexiu City Plaza                      | 180 / 591     | 39      | 2006           | [ 47 ]                                                                                          |
| 29=  | Asia International Hotel               | 180 / 591     | 51      | 1998           | [ 48 ]                                                                                          |
| 34=  | CC Tower                               | 178 / 584     | 32      | 2005           | [ 49 ]                                                                                          |
| 34=  | Hong Kong Macau Center                 | 178 / 584     | 51      | 1996           | [ 50 ]                                                                                          |
| 36   | Canton Fair Command Center             | 177 / 580     | 41      | 2009           | [ 51 ]                                                                                          |
| 37   | Xinhe Building                         | 176 / 577     | 31      | 2005           | [ 52 ]                                                                                          |
| 38   | Westin Guangzhou Hotel                 | 175 / 574     | 40      | 2007           | [ 53 ]                                                                                          |
| 39   | R&F Profit Plaza                       | 173 / 568     | 42      | 2006           | [ 54 ]                                                                                          |
| 40   | Poly Center                            | 171 / 559     | 36      | 2009           | [ 55 ]                                                                                          |
| 41   | W Guangzhou Hotel & Residences         | 170 / 556     | 42      | 2011           | [ 56 ]                                                                                          |
| 42=  | GIE Tower                              | 168 / 551     | 35      | 1996           | [ 57 ]                                                                                          |
| 42=  | Ming Sing Plaza                        | 168 / 551     | 32      | 2005           | [ 58 ] [ 59 ]                                                                                   |
| 44   | Guangzhou International Trade Center   | 167 / 548     | 48      | 1996           | [ 60 ] [ 61 ]                                                                                   |
| 45=  | China Construction Bank Tower          | 166 / 546     | 47      | 1996           | Còn được biết đến với tên gọi GZITIC Mansion                                                    |
| 45=  | Crowne Plaza Harbourview Guangzhou     | 166 / 546     | 41      | 2008           | [ 63 ]                                                                                          |
| 47=  | Taikoo Hui Tháp 2                      | 165 / 541     | 28      | 2011           | [ 64 ]                                                                                          |
| 47=  | Guangdong GoTone Building              | 165 / 542     | 37      | 2008           | [ 65 ]                                                                                          |
| 47=  | Poly International Plaza Tháp 1        | 165 / 541     | 34      | 2006           | [ 66 ] [ 67 ]                                                                                   |
| 47=  | Poly International Plaza Tháp 2        | 165 / 541     | 35      | 2006           | [ 68 ] [ 69 ]                                                                                   |
| 51=  | Top View 1                             | 164 / 537     | 45      | 2006           | [ 70 ]                                                                                          |
| 51=  | Top View 2                             | 164 / 537     | 45      | 2006           | [ 71 ]                                                                                          |
| 51=  | The Riverside 3                        | 164 / 537     | 45      | 2006           | [ 72 ]                                                                                          |
| 51=  | The Riverside 4                        | 164 / 537     | 45      | 2006           | [ 73 ]                                                                                          |
| 55   | R&F Yinglong Plaza                     | 163 / 535     | 41      | 2005           | Còn được biết đến với tên gọi Fuli Yinglong Square                                              |
| 56=  | JLB Tower                              | 162 / 532     | 39      | 1999           | [ 75 ] [ 76 ]                                                                                   |
| 56=  | Jade Pavilion 4                        | 162 / 531     | 45      | 1998           | [ 77 ]                                                                                          |
| 56=  | Jade Pavilion 5                        | 162 / 531     | 45      | 1998           | [ 78 ]                                                                                          |
| 56=  | Jade Pavilion 6                        | 162 / 531     | 45      | 1998           | [ 79 ]                                                                                          |
| 56=  | Jade Pavilion 7                        | 162 / 531     | 45      | 2002           | [ 80 ]                                                                                          |
| 56=  | Jade Pavilion 8                        | 162 / 531     | 45      | 2002           | [ 81 ]                                                                                          |
| 56=  | Jade Pavilion 9                        | 162 / 531     | 45      | 2002           | [ 82 ]                                                                                          |
| 56=  | Gold Coast Guangzhou Phase 3 Block A   | 162 / 531     | 45      | 2002           | [ 83 ]                                                                                          |
| 56=  | Gold Coast Guangzhou Phase 3 Block B   | 162 / 531     | 45      | 2002           | [ 84 ]                                                                                          |
| 56=  | Gold Coast Guangzhou Phase 3 Block C   | 162 / 531     | 45      | 2002           | [ 85 ]                                                                                          |
| 66   | Victory Plaza Tower B                  | 161 / 529     | 36      | 2004           | [ 86 ]                                                                                          |
| 67=  | Victory Garden Block B                 | 160 / 525     | 48      | 2004           | [ 87 ]                                                                                          |
| 67=  | The Ritz-Carlton Hotel                 | 160 / 525     | 35      | 2007           | [ 88 ] [ 89 ]                                                                                   |
| 69=  | Post Chateau Block A                   | 159 / 522     | 43      | 2005           | [ 90 ] [ 91 ]                                                                                   |
| 69=  | Post Chateau Block B                   | 159 / 522     | 43      | 2005           | [ 92 ]                                                                                          |
| 71   | GDTV Center Phase 1                    | 154 / 505     | 33      | 1991           | [ 93 ] [ 94 ] [ 95 ]                                                                            |
| 72=  | Le Palais                              | 153 / 502     | 52      | 2000           | [ 96 ]                                                                                          |
| 72=  | Coral Garden                           | 153 / 502     | 52      | 2000           | [ 97 ]                                                                                          |
| 72=  | Dongzhao Building                      | 153 / 502     | 42      | 2008           | [ 98 ] [ 99 ]                                                                                   |
| 75=  | Renfeng Tower                          | 152 / 500     | 41      | 2004           | [ 100 ]                                                                                         |
| 75=  | Riverside Hotel Central Tower          | 152 / 499     | 45      | 1996           | [ 101 ]                                                                                         |
| 77=  | The Regal Harbour 1                    | 151 / 496     | 43      | 2005           | [ 102 ] [ 103 ]                                                                                 |
| 77=  | The Regal Harbour 2                    | 151 / 496     | 43      | 2005           | [ 104 ] [ 105 ]                                                                                 |
| 77=  | The Regal Harbour 3                    | 151 / 496     | 43      | 2005           | [ 106 ] [ 107 ]                                                                                 |
| 77=  | Shun Tak Business Centre               | 151 / 494     | 38      | 2000           | [ 108 ]                                                                                         |
| 81=  | The Cosmos 1                           | 150 / 493     | 46      | 2006           | [ 109 ]                                                                                         |
| 81=  | The Cosmos 2                           | 150 / 493     | 46      | 2006           | [ 110 ]                                                                                         |
| 81=  | Guangzhou Development Center Building  | 150 / 492     | 37      | 2005           | [ 111 ] [ 112 ]                                                                                 |
| 81=  | Shangri-La Pazhou                      | 150 / 492     | 37      | 2006           | [ 113 ]                                                                                         |
| 81=  | King Peak Garden Block D               | 150 / 492     | 48      | 2008           | [ 114 ]                                                                                         |
| 81=  | King Peak Garden Block E               | 150 / 492     | 48      | 2008           | [ 115 ]                                                                                         |

## Đang thi công, đã phê duyệt và được đề xuất

### Đang thi công
Danh sách sau bao gồm các tòa nhà đang được thicoong và theo kế hoạch sẽ cao ít nhất 150 m (492 ft).
| Name                                  | Chiều cao m / feet | Số tầng | Năm hoàn thành | Ghi chú              |
| ------------------------------------- | ------------------ | ------- | -------------- | -------------------- |
| Trung tâm Châu Đại Phúc               | 530 / 1,740        | 116     | 2016           | [ 116 ] [ 117 ]      |
| Zhujiang New City Tower               | 371 / 1,217        | 87      | 2015           | [ 118 ]              |
| Guangzhou Fortune Center              | 309 / 1,015        | 68      | 2014           | [ 119 ]              |
| Guangfa Securities Headquarters       | 308 / 1,011        | 62      | 2016           | [ 120 ]              |
| Asia Pacific Century Plaza West Tower | 289 / 948          | 57      | -              | Đã đình chỉ thi công |
| Park Hyatt Guangzhou                  | 289 / 947          | 66      | 2013           | [ 123 ] [ 124 ]      |
| GT Land Landmark Plaza South Tower    | 280 / 919          | 47      | 2014           | [ 125 ]              |
| Tianhui Plaza C3                      | 270 / 886          | 66      |                | [ 126 ]              |
| Bank of Guangzhou Tower               | 268 / 878          | 57      | 2012           | [ 127 ]              |
| Nanhang Building                      | 234 / 766          | 61      | -              | Đã đình chỉ thi công |
| Kingold Tower                         | 227 / 745          | 46      | -              | [ 129 ] [ 130 ]      |
| Tianheshangllu 12-1 Project           | 222 / 728          | 53      |                | [ 131 ]              |
| New International Plaza               | 220 / 722          | 55      | 2009           | [ 132 ]              |
| Tianhebei Tower                       | 212 / 696          | 55      | 2014           | [ 133 ]              |
| Tianhe Shing Square East Tower        | 210 / 689          | 50      |                | [ 134 ]              |
| Shangdong Hanyu Yayuan Apartments     | 208 / 682          | 52      | 2015           | [ 135 ]              |
| Bao Hua Plaza                         | 207 / 679          | 54      |                | [ 136 ]              |
| GT Land Landmark Plaza North Tower    | 207 / 678          | 46      | 2014           | [ 137 ]              |
| New China Mansion                     | 202 / 662          | 56      | -              | Đã đình chỉ thi công |
| Pearl River International Building    | 201 / 660          | 45      |                | [ 139 ]              |
| Paul Y. Plaza                         | 200 / 656          | 52      |                | Đã đình chỉ thi công |
| Greenland Plaza                       | 200 / 656          |         |                | [ 141 ]              |
| Matsunichi Tower                      | 195 / 640          | 45      |                | [ 142 ]              |
| Zhongshui Plaza                       | 173 / 568          | 46      |                | [ 143 ]              |
| Long Zhu Yuan                         | 167 / 547          | 43      |                | Đã đình chỉ thi công |
| Tianhui Plaza C1                      |                    | 55      |                | [ 145 ]              |
| Tianhui Plaza A6                      |                    | 53      |                | [ 146 ]              |
| Tianhui Plaza A4-A5                   |                    | 52      |                | [ 147 ]              |
| Tianhui Plaza A3                      |                    | 52      |                | [ 148 ]              |
| Tianhui Plaza A2                      |                    | 52      |                | [ 149 ]              |
| Tianhui Plaza C2                      |                    | 48      |                | [ 150 ]              |

### Đã phê duyệt
Danh sách sau bao gồm các tòa nhà đã được phê duyệt hoặc đang trong quá trình chuẩn bị thi công mà theo kế hoạch sẽ cao ít nhất 150 m (492 ft).
| Name                          | Chiều cao m / feet | Số tầng | Năm hoàn thành | Ghi chú |
| ----------------------------- | ------------------ | ------- | -------------- | ------- |
| Liede West Area Redevelopment | 270 / 886          | 60      |                | [ 151 ] |
| CCCC South Headquarters       | 208 / 682          |         |                | [ 152 ] |

### Được đề xuất
Danh sách sau bao gồm các tòa nhà đã được đề xuất xây dựng ở Quảng Châu và sẽ cao ít nhất 150 m (492 ft) theo kế hoạch.
| Tên                                                   | Chiều cao m / feet | Số tầng | Năm hoàn thành | Ghi chú              |
| ----------------------------------------------------- | ------------------ | ------- | -------------- | -------------------- |
| Kingvision Plaza 3                                    | 688 / 2,257        | 168     |                | Đề xuất đã bị hủy bỏ |
| Kingvision Plaza 2                                    | 432 / 1,417        | 108     |                | Đề xuất đã bị hủy bỏ |
| Tian Yu Garden Phase 4                                | 260 / 853          |         | 2009           | Đề xuất đã bị hủy bỏ |
| Kingvision Plaza 1                                    | 258 / 846          | 68      |                | Đề xuất đã bị hủy bỏ |
| Guangzhou Sports Mansion                              | 220 / 722          | 56      | 2010           | Đề xuất đã bị hủy bỏ |
| Jinggua Plaza A                                       | 220 / 722          | 55      |                | [ 158 ]              |
| New World Times Center Phase II                       | 213 / 699          | 57      |                | [ 159 ] [ 160 ]      |
| Nansha Business Center                                | 200 / 656          |         | 2009           | Đề xuất đã bị hủy bỏ |
| Guangzhou East Railway Station Towers                 | 198 / 650          | 47      | 2009           | [ 162 ]              |
| Kingold Office Building                               | 195 / 640          |         | 2009           | [ 163 ]              |
| Marriott Hotel                                        | 189 / 620          | 41      |                | [ 164 ]              |
| The King Center                                       | 172 / 564          | 49      |                | [ 165 ]              |
| Tianwang Center Mansion                               | 171 / 561          | 49      |                | [ 166 ]              |
| The Harbourside Phase 3                               | 156 / 512          | 48      | 2009           | [ 167 ]              |
| Poly PRNC F2-2 Project 1                              | 150 / 492          | 38      | 2009           | [ 168 ]              |
| Poly PRNC F2-2 Project 2                              | 150 / 492          | 38      | 2009           | [ 169 ]              |
| 2 Kangwang Road Project                               | 150 / 492          |         | 2009           | [ 170 ]              |
| Guangzhou International Plaza                         |                    | 72      |                | [ 171 ] [ 172 ]      |
| China Travel Plaza                                    |                    | 60      |                | [ 173 ] [ 174 ]      |
| Guangzhou International Hotel Commercial Plaza Tháp 1 |                    | 58      |                | [ 175 ]              |
| International Plaza                                   |                    | 52      |                | [ 176 ]              |
| Haizhu City Plaza                                     |                    | 51      |                | [ 177 ] [ 178 ]      |
| City Key Center                                       |                    | 50      |                | [ 179 ]              |

### Chung
- Emporis.com - Guangzhou

### Cụ thể
1. ↑  "The Pinnacle". Truy cập ngày 8 tháng 7 năm 2009.
2. ↑  "Pearl River Tower". Emporis.com. Truy cập ngày 3 tháng 1 năm 2008.
3. ↑  "Pearl River Tower". SkyscraperPage.com. Truy cập ngày 3 tháng 1 năm 2008.
4. ↑  "Leatop Plaza". Emporis.com. Truy cập ngày 3 tháng 1 năm 2008.
5. ↑  "Leatop Plaza". SkyscraperPage.com. Truy cập ngày 3 tháng 1 năm 2008.
6. ↑  "Dapeng International Plaza". SkyscraperPage.com. Truy cập ngày 7 tháng 8 năm 2012.
7. ↑  "China International Center Tower B". Emporis.com. Truy cập ngày 3 tháng 1 năm 2008.
8. ↑  "China International Center - Tower B". SkyscraperPage.com. Truy cập ngày 3 tháng 1 năm 2008.
9. ↑  "Post & Telecommunication Hub". Emporis.com. Truy cập ngày 3 tháng 1 năm 2008.
10. ↑  "Guangdong Telecom Plaza". SkyscraperPage.com. Truy cập ngày 3 tháng 1 năm 2008.
11. ↑  "R&F Centre". Emporis.com. Truy cập ngày 3 tháng 1 năm 2008.
12. ↑  "R&F Centre". SkyscraperPage.com. Truy cập ngày 3 tháng 1 năm 2008.
13. ↑  "Victory Plaza Tower A". Emporis.com. Truy cập ngày 3 tháng 1 năm 2008.
14. ↑  "Victory Plaza". SkyscraperPage.com. Truy cập ngày 3 tháng 1 năm 2008.
15. ↑  "One Link Walk". CTBUH. Truy cập ngày 1 tháng 8 năm 2012.
16. ↑  "Taikoo Hui Tower 1". CTBUH. Truy cập ngày 18 tháng 4 năm 2011.
17. ↑  "Taikoo Hui Guangzhou Cultural Plaza Office Tower 1". Emporis.com. Truy cập ngày 3 tháng 1 năm 2008.
18. ↑  {{Cite we
b|title=Taikoo Hui Guangzhou Cultural Plaza Office Building 1|url=http://skyscraperpage.com/cities/?buildingID=18522%7Caccess-date=ngày 3 tháng 1 năm 2008|publisher=SkyscraperPage.com}}
19. ↑  "Guangdong Asia International Building". CTBUH. Truy cập ngày 1 tháng 8 năm 2012.
20. ↑  "Nanfang International Mansion". Emporis.com. Truy cập ngày 21 tháng 12 năm 2008.
21. ↑  "Royal Mediterranean Hotel". SkyscraperPage.com. Truy cập ngày 3 tháng 1 năm 2008.
22. ↑  "Nanfang International Manson". CTBUH. Truy cập ngày 1 tháng 8 năm 2012.
23. ↑  "Vertical City". CTBUH. Truy cập ngày 1 tháng 8 năm 2012.
24. ↑  "Guangdong International Building". Emporis.com. Truy cập ngày 3 tháng 1 năm 2008.
25. ↑  "Guangdong International Hotel". SkyscraperPage.com. Truy cập ngày 3 tháng 1 năm 2008.
26. ↑  "Metro Plaza I". Emporis.com. Truy cập ngày 3 tháng 1 năm 2008.
27. ↑  "Metro Plaza". SkyscraperPage.com. Truy cập ngày 3 tháng 1 năm 2008.
28. ↑  "International Finance Place". SkyscraperPage.com. Truy cập ngày 3 tháng 1 năm 2008.
29. ↑  "Teem Tower". Emporis.com. Truy cập ngày 3 tháng 1 năm 2008.
30. ↑  "Teemtower Office Building". SkyscraperPage.com. Truy cập ngày 3 tháng 1 năm 2008.
31. ↑  "GZ Electric Power Building". Emporis.com. Truy cập ngày 3 tháng 1 năm 2008.
32. ↑  "Guangzhou Electric Power Building". SkyscraperPage.com. Truy cập ngày 3 tháng 1 năm 2008.
33. ↑  "Center Plaza". Emporis.com. Truy cập ngày 3 tháng 1 năm 2008.
34. ↑  "Center Plaza". SkyscraperPage.com. Truy cập ngày 3 tháng 1 năm 2008.
35. ↑  "Caesar's Palace 3". Emporis.com. Truy cập ngày 3 tháng 1 năm 2008.
36. ↑  "Victory Garden Block C". SkyscraperPage.com. Truy cập ngày 3 tháng 1 năm 2008.
37. ↑  "Bercy Plaza I". Emporis.com. Truy cập ngày 3 tháng 1 năm 2008.
38. ↑  "Bercy Plaza II". Emporis.com. Truy cập ngày 3 tháng 1 năm 2008.
39. ↑  "Shui On Guangzhou Centre". SkyscraperPage.com. Truy cập ngày 3 tháng 1 năm 2008.
40. ↑  "Guangzhou Sinopec Building". SkyscraperPage.com. Truy cập ngày 3 tháng 1 năm 2008.
41. ↑  "China Shine Plaza". SkyscraperPage.com. Truy cập ngày 3 tháng 1 năm 2008.
42. ↑  "R&F Ritz-Carlton Hotel". CTBUH. Bản gốc lưu trữ ngày 8 tháng 7 năm 2012. Truy cập ngày 21 tháng 12 năm 2011.
43. 1 2  "The Riverside". SkyscraperPage.com. Truy cập ngày 3 tháng 1 năm 2008.
44. ↑  "The Riverside, Tower 1". Emporis.com. Truy cập ngày 3 tháng 1 năm 2008.
45. ↑  "The Riverside, Tower 2". Emporis.com. Truy cập ngày 3 tháng 1 năm 2008.
46. ↑  "Yuecai Building". SkyscraperPage.com. Truy cập ngày 3 tháng 1 năm 2008.
47. ↑  "Yuexiu City Plaza". SkyscraperPage.com. Truy cập ngày 3 tháng 1 năm 2008.
48. ↑  "Asia International Hotel". SkyscraperPage.com. Truy cập ngày 7 tháng 8 năm 2012.
49. ↑  "CC Tower". SkyscraperPage.com. Truy cập ngày 3 tháng 1 năm 2008.
50. ↑  "Hong Kong Macau Center". CTBUH. Truy cập ngày 21 tháng 12 năm 2011.[liên kết hỏng]
51. ↑  "Canton Fair Command Center". SkyscraperPage.com. Truy cập ngày 3 tháng 1 năm 2008.
52. ↑  "Xinhe Building". CTBUH. Truy cập ngày 21 tháng 12 năm 2011.[liên kết hỏng]
53. ↑  "Westin Guangzhou Hotel". SkyscraperPage.com. Truy cập ngày 3 tháng 1 năm 2008.
54. ↑  "R&F Profit Plaza". SkyscraperPage.com. Truy cập ngày 3 tháng 1 năm 2008.
55. ↑  "Poly Center". CTBUH. Bản gốc lưu trữ ngày 10 tháng 2 năm 2012. Truy cập ngày 21 tháng 12 năm 2011.
56. ↑  "W Guangzhou Hotel & Residences". CTBUH. Bản gốc lưu trữ ngày 10 tháng 2 năm 2012. Truy cập ngày 21 tháng 12 năm 2011.
57. ↑  "GIE Tower". SkyscraperPage.com. Truy cập ngày 3 tháng 1 năm 2008.
58. ↑  "Ming Sing Plaza". Emporis.com. Truy cập ngày 3 tháng 1 năm 2008.
59. ↑  "Ming Sing Plaza". SkyscraperPage.com. Truy cập ngày 3 tháng 1 năm 2008.
60. ↑  "Guangzhou International Trade Center". Emporis.com. Truy cập ngày 3 tháng 1 năm 2008.
61. ↑  "Guangzhou International Trade Centre". SkyscraperPage.com. Truy cập ngày 3 tháng 1 năm 2008.
62. ↑  "China Construction Bank Tower". SkyscraperPage.com. Truy cập ngày 3 tháng 1 năm 2008.
63. ↑  "Crowne Plaza Harbourview Guangzhou". SkyscraperPage.com. Truy cập ngày 3 tháng 1 năm 2008.
64. ↑  "Taikoo Hui Tower 2". CTBUH. Bản gốc lưu trữ ngày 3 tháng 2 năm 2012. Truy cập ngày 21 tháng 12 năm 2011.
65. ↑  "Guangdong GoTone Building". SkyscraperPage.com. Truy cập ngày 3 tháng 1 năm 2008.
66. ↑  "Poly International Plaza Tower 1". Emporis.com. Truy cập ngày 3 tháng 1 năm 2008.
67. ↑  "Poly International Plaza 1". SkyscraperPage.com. Truy cập ngày 3 tháng 1 năm 2008.
68. ↑  "Poly International Plaza 2". Emporis.com. Truy cập ngày 3 tháng 1 năm 2008.
69. ↑  "Poly International Plaza 2". SkyscraperPage.com. Truy cập ngày 3 tháng 1 năm 2008.
70. ↑  "Top View 1". SkyscraperPage.com. Truy cập ngày 3 tháng 1 năm 2008.
71. ↑  "Top View 2". CTBUH. Bản gốc lưu trữ ngày 10 tháng 2 năm 2012. Truy cập ngày 21 tháng 12 năm 2011.
72. ↑  "The Riverside 3". CTBUH. Bản gốc lưu trữ ngày 10 tháng 2 năm 2012. Truy cập ngày 21 tháng 12 năm 2011.
73. ↑  "The Riverside 4". CTBUH. Bản gốc lưu trữ ngày 12 tháng 7 năm 2012. Truy cập ngày 21 tháng 12 năm 2011.
74. ↑  "R&F Yinglong Plaza". Emporis.com. Truy cập ngày 3 tháng 1 năm 2008.
75. ↑  "JLB Tower". Emporis.com. Truy cập ngày 3 tháng 1 năm 2008.
76. ↑  "JLB Tower". SkyscraperPage.com. Truy cập ngày 3 tháng 1 năm 2008.
77. ↑  "Jade Pavilion 4". CTBUH. Truy cập ngày 8 tháng 4 năm 2011.
78. ↑  "Jade Pavilion 5". CTBUH. Truy cập ngày 8 tháng 4 năm 2011.
79. ↑  "Jade Pavilion 6". CTBUH. Truy cập ngày 8 tháng 4 năm 2011.
80. ↑  "Jade Pavilion 7". Emporis.com. Truy cập ngày 3 tháng 1 năm 2008.
81. ↑  "Jade Pavilion 8". Emporis.com. Truy cập ngày 3 tháng 1 năm 2008.
82. ↑  "Jade Pavilion 9". Emporis.com. Truy cập ngày 3 tháng 1 năm 2008.
83. ↑  "Gold Coast Guangzhou Phase 3 Block A". SkyscraperPage.com. Truy cập ngày 3 tháng 1 năm 2008.
84. ↑  "Gold Coast Guangzhou Phase 3 Block B". SkyscraperPage.com. Truy cập ngày 3 tháng 1 năm 2008.
85. ↑  "Gold Coast Guangzhou Phase 3 Block C". SkyscraperPage.com. Truy cập ngày 3 tháng 1 năm 2008.
86. ↑  "Victory Plaza Tower B". SkyscraperPage.com. Bản gốc lưu trữ ngày 10 tháng 2 năm 2012. Truy cập ngày 21 tháng 12 năm 2011.
87. ↑  "Victory Garden Block B". SkyscraperPage.com. Truy cập ngày 3 tháng 1 năm 2008.
88. ↑  "The Ritz-Carlton Hotel". Emporis.com. Truy cập ngày 3 tháng 1 năm 2008.
89. ↑  "Ritz-Carlton Hotel". SkyscraperPage.com. Truy cập ngày 3 tháng 1 năm 2008.
90. ↑  "Post Chateau A". CTBUH. Truy cập ngày 7 tháng 8 năm 2012.
91. ↑  "Post Chateau". SkyscraperPage.com. Truy cập ngày 3 tháng 1 năm 2008.
92. ↑  "Post Chateau B". CTBUH. Truy cập ngày 7 tháng 8 năm 2012.
93. ↑  "GDTV Center Phase 1". Emporis.com. Truy cập ngày 3 tháng 1 năm 2008.
94. ↑  "GDTV Center Phase 1". SkyscraperPage.com. Truy cập ngày 3 tháng 1 năm 2008.
95. ↑  "Guangdong Color TV Center". Emporis.com. Truy cập ngày 3 tháng 1 năm 2008.
96. ↑  "Le Palais". Emporis.com. Truy cập ngày 3 tháng 1 năm 2008.
97. ↑  "Coral Garden". SkyscraperPage.com. Truy cập ngày 3 tháng 1 năm 2008.
98. ↑  "Dongzhao Building". CTBUH. Truy cập ngày 7 tháng 8 năm 2012.
99. ↑  "Dongzhao Building". www.skyscraperpage.com. Truy cập ngày 20 tháng 12 năm 2011.
100. ↑  "Renfeng Tower". SkyscraperPage.com. Truy cập ngày 3 tháng 1 năm 2008.
101. ↑  "Riverside Hotel Central Tower". SkyscraperPage.com. Truy cập ngày 3 tháng 1 năm 2008.
102. ↑  "The Regal Harbour 1". CTBUH. Truy cập ngày 7 tháng 8 năm 2012.
103. ↑  "The Regal Harbour 1". SkyscraperPage.com. Truy cập ngày 7 tháng 8 năm 2012.
104. ↑  "The Regal Harbour 2". CTBUH. Truy cập ngày 7 tháng 8 năm 2012.
105. ↑  "The Regal Harbour 2". SkyscraperPage.com. Truy cập ngày 7 tháng 8 năm 2012.
106. ↑  "The Regal Harbour 3". CTBUH. Truy cập ngày 7 tháng 8 năm 2012.
107. ↑  "The Regal Harbour 3". SkyscraperPage.com. Truy cập ngày 7 tháng 8 năm 2012.
108. ↑  "Shun Tak Business Centre". SkyscraperPage.com. Truy cập ngày 3 tháng 1 năm 2008.
109. ↑  "The Cosmos 1". SkyscraperPage.com. Truy cập ngày 7 tháng 8 năm 2012.
110. ↑  "The Cosmos 2". SkyscraperPage.com. Truy cập ngày 7 tháng 8 năm 2012.
111. ↑  "Guangzhou Development Center Building". Emporis.com. Truy cập ngày 3 tháng 1 năm 2008.
112. ↑  "Guangzhou Development Center Building". SkyscraperPage.com. Truy cập ngày 3 tháng 1 năm 2008.
113. ↑  "Shangri-La Pazhou". SkyscraperPage.com. Truy cập ngày 3 tháng 1 năm 2008.
114. ↑  "King Peak Garden Block D". CTBUH. Truy cập ngày 7 tháng 8 năm 2012.
115. ↑  "King Peak Garden Block E". CTBUH. Truy cập ngày 7 tháng 8 năm 2012.
116. ↑  "Guangzhou Twin Towers West Tower". CTBUH. Bản gốc lưu trữ ngày 26 tháng 5 năm 2011. Truy cập ngày 2 tháng 8 năm 2010.
117. ↑  "Guangzhou International Finance Center". SkyscraperPage.com. Truy cập ngày 2 tháng 8 năm 2010.
118. ↑  "Zhujiang New City Tower". CTBUH. Bản gốc lưu trữ ngày 29 tháng 8 năm 2012. Truy cập ngày 20 tháng 12 năm 2011.
119. ↑  "Guangzhou Fortune Center". CTBUH. Truy cập ngày 20 tháng 12 năm 2011.[liên kết hỏng]
120. ↑  "Guangfa Securities Headquarters". www.skyscraperpage.com. Truy cập ngày 20 tháng 12 năm 2011.
121. ↑  "Asia Pacific Century Plaza West Tower". Emporis.com. Truy cập ngày 3 tháng 1 năm 2008.
122. ↑  "Asia Pacific Century Plaza West Tower". SkyscraperPage.com. Truy cập ngày 3 tháng 1 năm 2008.
123. ↑  "Park Hyatt Guangzhou". Emporis.com. Truy cập ngày 3 tháng 1 năm 2008.
124. ↑  "Park Hyatt Guangzhou". SkyscraperPage.com. Truy cập ngày 3 tháng 1 năm 2008.
125. ↑  "GT Land Landmark Plaza Tower South". www. skyscraperpage.com. Truy cập ngày 24 tháng 4 năm 2013.
126. ↑  "Tianhui Plaza C3". CTBUH. Truy cập ngày 24 tháng 4 năm 2013.
127. ↑  "Bank of Guangzhou Tower". CTBUH. Bản gốc lưu trữ ngày 8 tháng 7 năm 2012. Truy cập ngày 18 tháng 4 năm 2011.
128. ↑  "Nanhang Building". CTBUH. Truy cập ngày 18 tháng 4 năm 2011.
129. ↑  "Kingold Tower". CTBUH. Truy cập ngày 17 tháng 10 năm 2012.
130. ↑  "Kingold Tower". SkyscraperPage.com. Truy cập ngày 20 tháng 12 năm 2011.
131. ↑  "Tianheshangllu 12-1 Project". Emporis.com. Truy cập ngày 3 tháng 1 năm 2008.
132. ↑  "New International Plaza". SkyscraperPage.com. Truy cập ngày 3 tháng 1 năm 2008.
133. ↑  "Tianhebei Tower". CTBUH. Truy cập ngày 17 tháng 10 năm 2012.
134. ↑  "Tianhe Shing Square East Tower". Emporis.com. Truy cập ngày 3 tháng 1 năm 2008.
135. ↑  "Shangdong Hanyu Yayuan Apartments". CTBUH. Truy cập ngày 17 tháng 10 năm 2012.
136. ↑  "Bao Hua Plaza". Emporis.com. Truy cập ngày 3 tháng 1 năm 2008.
137. ↑  "http://www.skyscrapercenter.com/guangzhou/gt-land-landmark-plaza-north-tower/11147/". www. skyscraperpage.com. {{Chú thích web}}: |ngày truy cập= cần |url= (trợ giúp); |url= trống hay bị thiếu (trợ giúp); Liên kết ngoài trong |title= (trợ giúp)
138. ↑  "New China Mansion". CTBUH. Truy cập ngày 18 tháng 4 năm 2011.
139. ↑  "Pearl River International Building". Emporis.com. Truy cập ngày 3 tháng 1 năm 2008.
140. ↑  "Paul Y. Plaza". Emporis.com. Truy cập ngày 3 tháng 1 năm 2008.
141. ↑  10 tháng 3 năm 2011/4645657.htm "Greenland Plaza". SouFun News. Truy cập ngày 12 tháng 7 năm 2012. {{Chú thích web}}: Kiểm tra giá trị |url= (trợ giúp)[liên kết hỏng]
142. ↑  "Matsunichi Tower". CTBUH. Truy cập ngày 18 tháng 4 năm 2011.[liên kết hỏng]
143. ↑  "Zhongshui Plaza". Emporis.com. Truy cập ngày 3 tháng 1 năm 2008.
144. ↑  "Long Zhu Yuan". www.skyscraperpage.com. Truy cập ngày 20 tháng 12 năm 2011.
145. ↑  "Tianhui Plaza C1". CTBUH. Truy cập ngày 24 tháng 4 năm 2013.
146. ↑  "Tianhui Plaza A6". CTBUH. Bản gốc lưu trữ ngày 4 tháng 3 năm 2016. Truy cập ngày 24 tháng 4 năm 2013.
147. ↑  "Tianhui Plaza A4-A5". CTBUH. Bản gốc lưu trữ ngày 3 tháng 3 năm 2016. Truy cập ngày 24 tháng 4 năm 2013.
148. ↑  "Tianhui Plaza A3". CTBUH. Bản gốc lưu trữ ngày 3 tháng 3 năm 2016. Truy cập ngày 24 tháng 4 năm 2013.
149. ↑  "Tianhui Plaza A2". CTBUH. Bản gốc lưu trữ ngày 4 tháng 3 năm 2016. Truy cập ngày 24 tháng 4 năm 2013.
150. ↑  "Tianhui Plaza C2". CTBUH. Truy cập ngày 24 tháng 4 năm 2013.
151. ↑  15 tháng 9 năm 2011/5870812_2.htm "Liede West Area Redevelopment". SouFun News. Truy cập ngày 12 tháng 7 năm 2012. {{Chú thích web}}: Kiểm tra giá trị |url= (trợ giúp)[liên kết hỏng]
152. ↑  "CCCC South Headquarters". China Investigation and Design News. Bản gốc lưu trữ ngày 21 tháng 2 năm 2013. Truy cập ngày 12 tháng 7 năm 2012.
153. ↑  "Kingvision Plaza 3". SkyscraperPage.com. Truy cập ngày 3 tháng 1 năm 2008.
154. ↑  "Kingvision Plaza 2". SkyscraperPage.com. Truy cập ngày 3 tháng 1 năm 2008.
155. ↑  "Tian Yu Garden Phase 4". SkyscraperPage.com. Truy cập ngày 3 tháng 1 năm 2008.
156. ↑  "Kingvision Plaza 1". SkyscraperPage.com. Truy cập ngày 3 tháng 1 năm 2008.
157. ↑  "Guangzhou Sports Mansion". SkyscraperPage.com. Truy cập ngày 3 tháng 1 năm 2008.
158. ↑  "Jinggua Plaza A". Emporis.com. Truy cập ngày 3 tháng 1 năm 2008.
159. ↑  "New World Times Center Phase II". Emporis.com. Truy cập ngày 3 tháng 1 năm 2008.
160. ↑  "New World Times Center Phase 2". SkyscraperPage.com. Truy cập 2011-20-20. {{Chú thích web}}: Kiểm tra giá trị ngày tháng trong: |access-date= (trợ giúp)
161. ↑  "Nansha Business Center". SkyscraperPage.com. Truy cập ngày 3 tháng 1 năm 2008.
162. ↑  "Guangzhou East Railway Station Towers". SkyscraperPage.com. Truy cập ngày 3 tháng 1 năm 2008.
163. ↑  "Kingold Office Building". SkyscraperPage.com. Truy cập ngày 20 tháng 12 năm 2011.
164. ↑  "Marriott Hotel". SkyscraperPage.com. Truy cập ngày 20 tháng 12 năm 2011.
165. ↑  "The King Center". Emporis.com. Truy cập ngày 20 tháng 12 năm 2011.
166. ↑  "Tianwang Center Mansion". Emporis.com. Truy cập ngày 20 tháng 12 năm 2011.
167. ↑  "The Harbourside Phase 3". SkyscraperPage.com. Truy cập ngày 3 tháng 1 năm 2008.
168. ↑  "Poly PRNC F2-2 Project 1". SkyscraperPage.com. Truy cập ngày 3 tháng 1 năm 2008.
169. ↑  "Poly PRNC F2-2 Project 2". SkyscraperPage.com. Truy cập ngày 3 tháng 1 năm 2008.
170. ↑  "2 Kangwang Road Project". SkyscraperPage.com. Truy cập ngày 3 tháng 1 năm 2008.
171. ↑  "Guangzhou International Plaza". Emporis.com. Truy cập ngày 3 tháng 1 năm 2008.
172. ↑  "Guangzhou International Plaza". SkyscraperPage.com. Truy cập ngày 3 tháng 1 năm 2008.
173. ↑  "China Travel Plaza". Emporis.com. Truy cập ngày 3 tháng 1 năm 2008.
174. ↑  "China Travel Plaza". SkyscraperPage.com. Truy cập ngày 3 tháng 1 năm 2008.
175. ↑  "Guangzhou International Hotel Commercial Plaza Tower 1". SkyscraperPage.com. Truy cập ngày 3 tháng 1 năm 2008.
176. ↑  "International Plaza". SkyscraperPage.com. Truy cập ngày 3 tháng 1 năm 2008.
177. ↑  "Haizhu City Plaza". Emporis.com. Truy cập ngày 3 tháng 1 năm 2008.
178. ↑  "Haizhu City Plaza". SkyscraperPage.com. Truy cập ngày 3 tháng 1 năm 2008.
179. ↑  "City Key Center". SkyscraperPage.com. Truy cập ngày 3 tháng 1 năm 2008.